# Бродерсен, Кай
Кай Бродерсен (нем. Kai Brodersen; род. 6 июня 1958, Тюбинген, Баден-Вюртемберг) — немецкий историк-антиковед.

## Биография
Получил степень доктора филологии в Мюнхенским университете (1986) и хабилитированного доктора филологии (1995).
Преподавал античную историю, классическую филологию и протестантское богословие при финансовой поддержке Stiftung Maximilianeum и Немецкого фонда академических стипендийв Университете Эрлангена-Нюрнберга, Мюнхенском университете Людвига-Максимилиана и Оксфордском университете.
В 1996/7 г. Кай был назначен заведующим кафедрой истории древнего мира в Мангеймском университете, где затем занимал руководящие должности более 10 лет (декан, декан по исследованиям и декан по финансам, 6 лет в качестве вице-президента). В 2008 году он был назначен профессором античной культуры (классики) в Эрфуртском университете, где также был президентом с 2008 по 2014 год, и продолжает работать профессором на 2021 год.
Был приглашённым научным сотрудником в Ньюкаслском университете (2000/01), Университете Сент-Эндрюс (2001/02), Ройал Холлоуэйе, Лондонский университет (2006/7), Колледже Святого Иоанна, Оксфорд (2007/8), университете «Лучиан Блага» в Сибиу (2014—2020 гг.), университете Западной Австралии (2015 г.) и институте перспективных исследований им. Альфрида Круппа в Грайфсвальде (2019—н. в.).
Действительный член Саксонской академии наук и главный редактор международного научного журнала древней истории Historia.
Женат, имеет 4 взрослых детей.

## Научная деятельность
Кай Бродерсен является редактором и переводчиком как произведений античных авторов, так и современных классицистов. Его собственные исследования сосредоточены на «прикладных науках» в древности, географии, историографии, риторике, мифографии и парадоксографии, исследованиях Септуагинты и Аристея, надписях и табличках с проклятиями, ранней греческой и эллинистической истории, римских провинциях (включая Британию), правах и жизни женщин и мужчин в Древнем мире, а также исследования поворотных моментов древней истории. Помимо этого Кай является автором ряда энциклопедий и книг для детей